# 阿里安娜·诺塞达
阿里安娜·诺塞达（義大利語：Arianna Noseda，1997年12月14日—），意大利女子赛艇运动员。她曾代表意大利参加奥地利奥滕斯海姆举行的2019年世界赛艇锦标赛，获得女子轻量级四人双桨金牌。